# Grand Théâtre (Le Havre)
Pour les articles homonymes, voir Grand Théâtre.
Le Grand-Théâtre du Havre était une salle de spectacle inaugurée en 1823 sur la place Louis XVI. Détruit par un incendie en 1843, il fut reconstruit en 1844 avant d’être définitivement anéanti lors des bombardements de 1944.

## Histoire
Inauguré le 24 août 1823, le Grand-Théâtre du Havre, d’abord appelé « La Comédie », était un élément clé du projet d’urbanisme de la place Louis XVI. Il fut détruit par un incendie le 29 avril 1843. Un nouveau théâtre fut reconstruit sur le même site et inauguré le 17 octobre 1844 avec des améliorations architecturales (nouvelle disposition et décoration de la salle, ajout d’un toit en forme de dôme, installation de statues allégoriques sur les attiques).

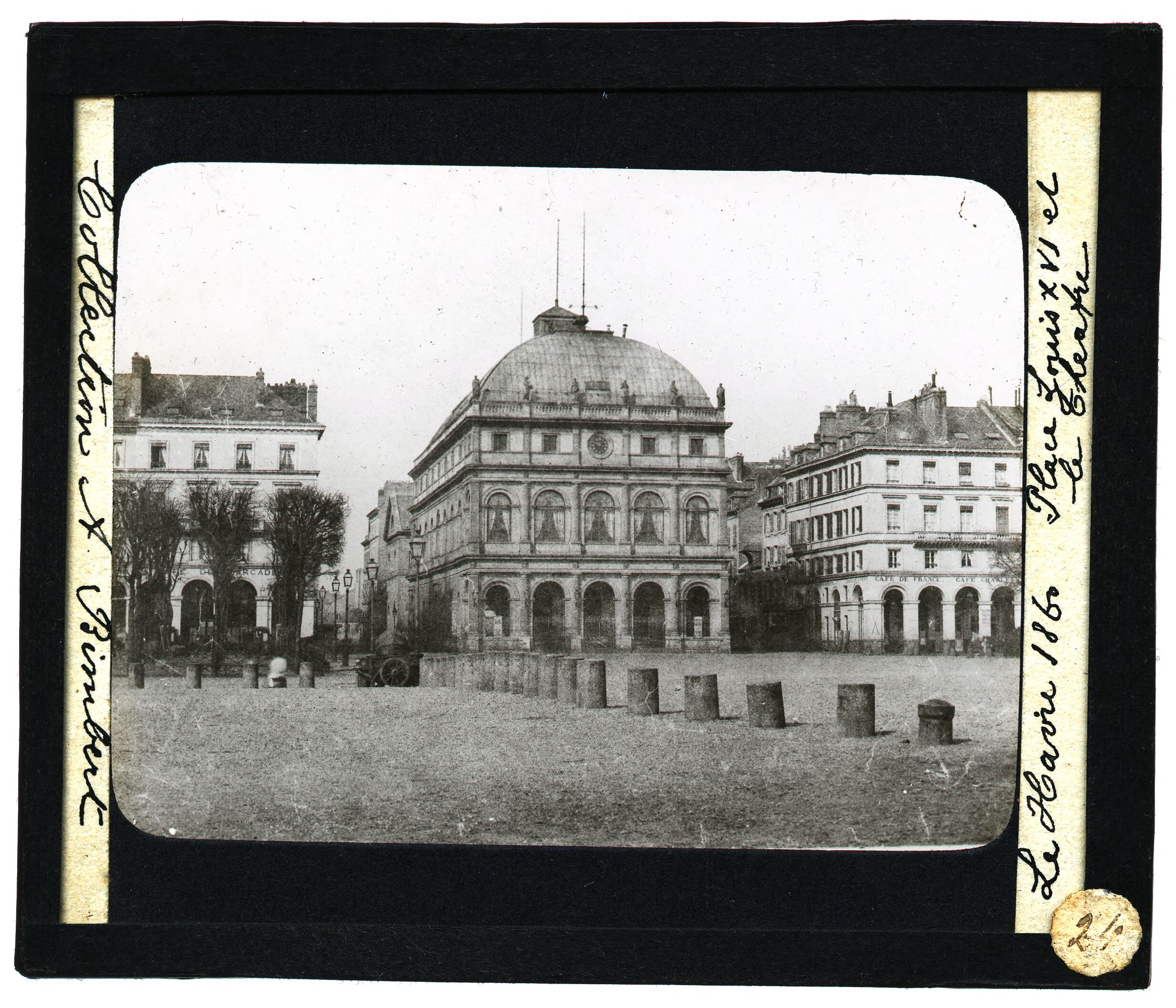
Édouard Fortin, Le Grand théâtre, place Louis XVI, au Havre, 1860. Photographie. Bibliothèque municipale du Havre. En ligne sur Nutrisco.

Le 5 septembre 1944, les bombardements alliés anéantirent le bâtiment. L’emplacement resta vide jusqu'à la construction de l’espace culturel d’Oscar Niemeyer, inauguré en 1982.

## Description
Le premier théâtre était un édifice cubique avec une façade à cinq portiques cintrés. Le second, inauguré en 1844, reçut une salle réaménagée, un dôme et des statues allégoriques.

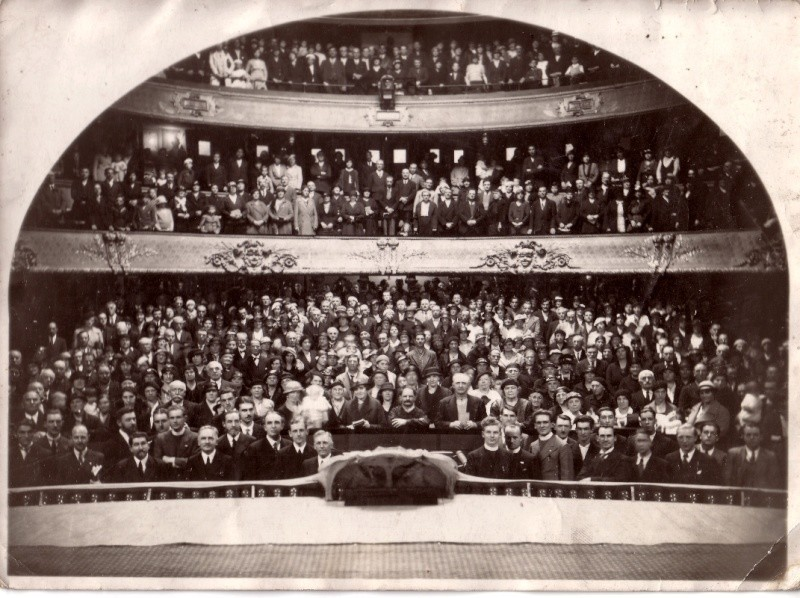
Intérieur.